# موزه خط و کتابت کرمانشاه
موزه خط و کتابت کرمانشاه یکی از موزه‌های شهر کرمانشاه است که به اداره کل میراث فرهنگی، گردشگری و صنایع دستی استان کرمانشاه تعلق دارد و در تکیهٔ بیگلربیگی در محلهٔ فیض‌آباد این شهر قرار گرفته‌است و از خیابان مدرس و کوچهٔ صارم‌الدوله قابل دسترسی است. این موزه در سال ۱۳۸۳ خورشیدی تأسیس شده‌است.

## ساختمان موزه
موزهٔ خط و کتابت کرمانشاه در عمارت تکیهٔ بیگلربیگی این شهر قرار دارد. ساخت این تکیه در سال ۱۳۰۹ قمری (۱۸۹۱ میلادی) توسط عبدالله‌خان فراش‌باشی ملقب به «بیگلربیگی» آغاز شد و در سال ۱۳۱۵ قمری (۱۸۹۷ میلادی) به اتمام رسید. ساختمان موزه از شاخص‌ترین بناهای باقی‌مانده از دوران حکومت قاجاریان در کرمانشاه محسوب می‌شود. این بنا در سال ۱۳۸۱ مرمت و در سال ۱۳۸۳ به عنوان مکانی برای موزهٔ خط و کتابت کرمانشاه در نظر گرفته‌شد. همچنین در سال ۱۳۸۷ پارینه‌سنگی زاگرس نیز در بخشی از همین عمارت راه‌اندازی شد.

## اشیای موزه
در این موزه اسناد، مدارک و مستندات تاریخی و نسخ خطی در معرض دید بازدیدکنندگان قرار گرفته است. نزدیک به ۳۰۰ سند و نیز نسخهٔ خطی قدیمی در موزهٔ خط و کتابت کرمانشاه نگهداری می‌شود.
با توجه به قدمت اسناد و زبان متکلف و کهنهٔ استفاده‌شده در آن‌ها، مسئولان موزه برخی از این نسخ را به فارسی رسمی امروزی ترجمه کرده و در کنار اسناد قرار داده‌اند.